# 逢瀬町
逢瀬町（おうせまち）は福島県郡山市にある町。かつては福島県中通り中部、安積郡に属していた逢瀬村だった。

## 概要
村名は旧河内村と旧多田野村を流域とする逢瀬川から名付けられた。安積疏水の灌漑により農業が盛んな地域である。伝統芸能として、多田野の鍬柄舞田植踊が伝えられている。
観光名所としては、奇岩が突出して立ち並ぶ浄土松山が古くから知られた。逢瀬村時代はまだ、公園にはなっていなかった。
郡山市との合併後は、浄土松山が浄土松公園として整備され、その他にも逢瀬公園や高篠山森林公園などの自然を生かした施設や、郡山市園芸振興センター、ふくしま逢瀬ワイナリーなどの農業を生かした施設が多く設置された。

## 地理
- 河川：逢瀬川
- ダム：下北沢ダム
- 山：額取山

## 歴史
- 1955年（昭和30年）4月23日 - 河内村と多田野村が合併し逢瀬村となる。
- 1965年（昭和40年）5月1日 - 郡山市が逢瀬村を含む安積郡全町村と新設合併を行ったことで郡山市の一部となる。

### 行政区域変遷
- 変遷の年表

| 逢瀬村村域の変遷（年表） | 逢瀬村村域の変遷（年表） | 逢瀬村村域の変遷（年表） |
| 年                       | 月日                     | 旧逢瀬村村域に関連する行政区域変遷 |
| ------------------------ | ------------------------ | --- |
| 1889年（明治22年）       | 4月1日                   | 町村制施行に伴い、以下の村がそれぞれ発足。 - 河内村 ← 河内村・夏出村 - 多田野村 ← 多田野村単独で村制施行                                              |
| 1955年（昭和30年）       | 4月23日                  | 河内村・多田野村が合併し逢瀬村が発足。 |
| 1965年（昭和40年）       | 5月1日                   | 逢瀬村は郡山市と安積郡富久山町・日和田町・熱海町・安積町・喜久田村・片平村・ 三穂田村・湖南村と田村郡田村町とともに合併し郡山市が発足。逢瀬村は消滅。 |

- 市制・町村制以前の変遷表

| 市制町村制以前の逢瀬村村域の変遷表 | 市制町村制以前の逢瀬村村域の変遷表 | 市制町村制以前の逢瀬村村域の変遷表 | 市制町村制以前の逢瀬村村域の変遷表 | 市制町村制以前の逢瀬村村域の変遷表 |
| 1868年 以前                        | 1868年 以前                        | 明治元年 - 明治22年                | 明治元年 - 明治22年                | 明治22年 4月1日                    |
| ---------------------------------- | ---------------------------------- | ---------------------------------- | ---------------------------------- | ---------------------------------- |
|                                    | 河内村                             | 明治9年 菱形村の一部               | 明治12年 河内村                    | 河内村                             |
|                                    | 夏出村                             | 明治9年 丸守村の一部               | 夏出村                             | 河内村                             |
|                                    | 多田野村                           | 明治9月 山野辺村の一部             | 明治12 多田野村                    | 多田野村                           |

- 市制・町村制以後の変遷表

| 市制・町村制以後の逢瀬村村域の変遷表 | 市制・町村制以後の逢瀬村村域の変遷表 | 市制・町村制以後の逢瀬村村域の変遷表 | 市制・町村制以後の逢瀬村村域の変遷表 | 市制・町村制以後の逢瀬村村域の変遷表 | 市制・町村制以後の逢瀬村村域の変遷表 | 市制・町村制以後の逢瀬村村域の変遷表 | 市制・町村制以後の逢瀬村村域の変遷表 |
| 1889年 以前                          | 1889年 以前                          | 明治22年 4月1日                      | 明治22年 - 昭和64年                  | 明治22年 - 昭和64年                  | 平成元年 - 現在                      | 現在                                 |                                      |
| ------------------------------------ | ------------------------------------ | ------------------------------------ | ------------------------------------ | ------------------------------------ | ------------------------------------ | ------------------------------------ | ------------------------------------ |
|                                      | 河内村                               | 河内村                               | 昭和30年4月23日 逢瀬村               | 昭和40年5月1日 郡山市                | 郡山市                               | 郡山市                               |                                      |
|                                      | 夏出村                               | 河内村                               | 昭和30年4月23日 逢瀬村               | 昭和40年5月1日 郡山市                | 郡山市                               | 郡山市                               |                                      |
|                                      | 多田野村                             | 多田野村                             | 昭和30年4月23日 逢瀬村               | 昭和40年5月1日 郡山市                | 郡山市                               | 郡山市                               |                                      |

## 人口
総数 [単位： 人]
| 1960年（昭和35年） | 7,798 |
| 2010年（平成22年） | 4,584 |
| 2015年（平成27年） | 4,163 |

## 行政

### 県管轄の機関
- 郡山北警察署逢瀬駐在所
- 福島県郡山自然の家

### 市管轄の機関
- 逢瀬行政センター
- 逢瀬スポーツ広場
- 多田野運動広場
- 郡山市水道局堀口浄水場

## 交通
路線バス
- 福島交通により運行されている。

県道
- 福島県道6号郡山湖南線
- 福島県道29号長沼喜久田線
- 福島県道142号河内郡山線

## 産業

### 農業
- 田畑が広がる。

### 商業
- 地域内に大規模な小売店舗は存在していない。

## 教育
小学校
- 郡山市立河内小学校 - 旧逢瀬村立河内小学校1890年（明治23年）創立。
  - 夏出分校（2006年より休校中）
- 郡山市立多田野小学校 - 旧逢瀬村立多田野小学校1874年（明治7年）創立。
  - 堀口分校

中学校
- 郡山市立逢瀬中学校 - 1980年（昭和55年）に多田野中学校と河内中学校を統合して開校した。

## 名所・旧跡・観光スポット・祭事・催事

### 公園
- 浄土松公園
- 逢瀬公園
- 高篠山森林公園

### 温泉
- 休石温泉
- 井戸川温泉
- 源田温泉
- ごれいびつ北の湯温泉

### その他
- 夏出の薬師堂
- 菅船神社 (郡山市逢瀬町)
- ふくしま逢瀬ワイナリー
- 郡山市高齢者文化休養センター逢瀬荘 - 河内クリーンセンター隣、日帰り入浴・宿泊施設
- 御霊櫃峠の山ツツジ（御霊櫃峠） - 6月上旬頃には群生する大量の山つつじの花が見られる北緯37度25分59秒 東経140度11分55秒

### 祭事
- 1月 多田野本神社寒中禊
- 4月 逢瀬公園さくらまつり
- 4月 菅船神社春季例大祭
- 8月 おうせ夏まつり
- 10月 浄土松公園まつり